# Landesbühne Rheinland-Pfalz

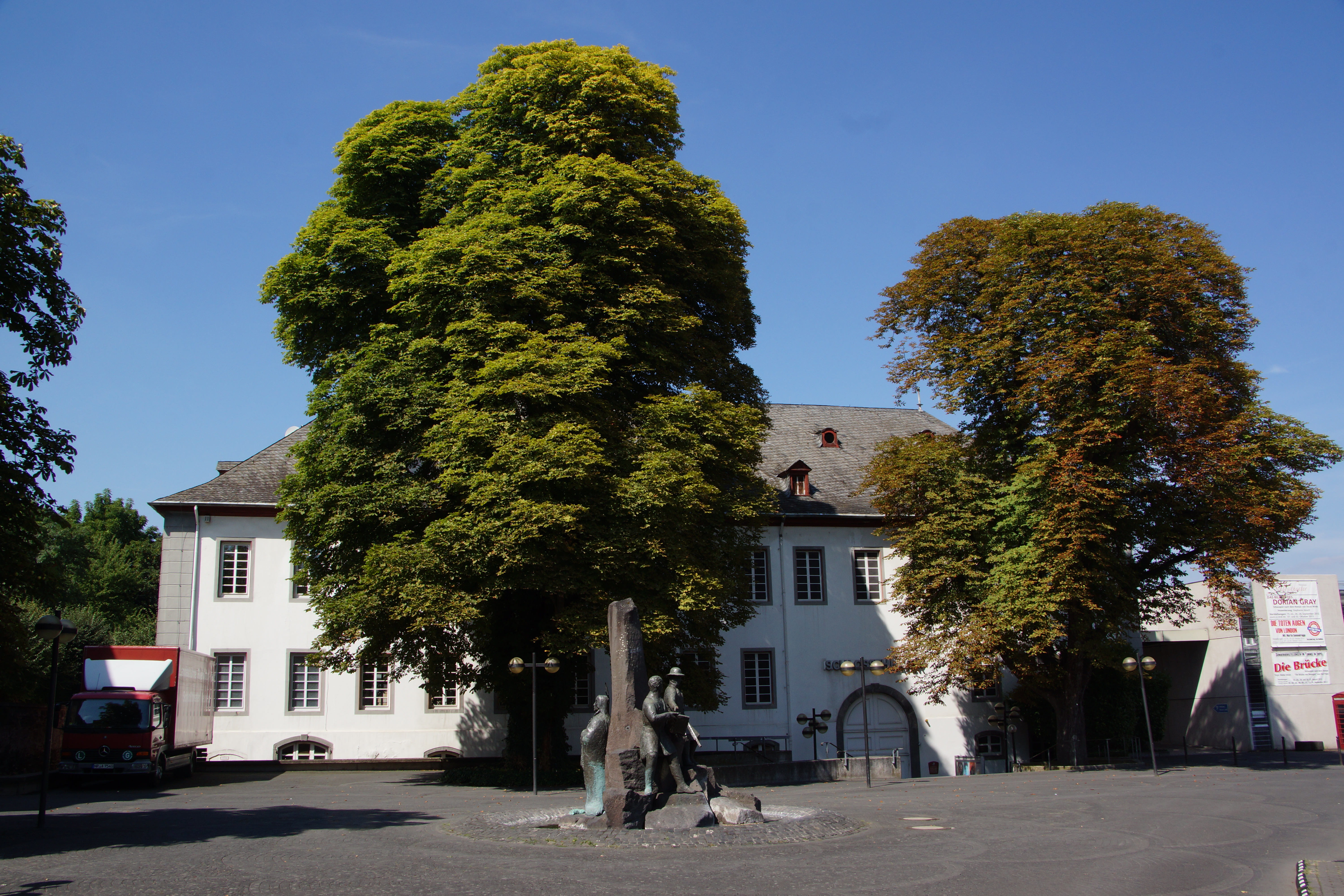
Schlosstheater Neuwied

Die Landesbühne Rheinland-Pfalz ist eine Landesbühne mit Hauptsitz im Schlosstheater in Neuwied. Daneben gibt die Landesbühne Gastspiele an zahlreichen Orten in ganz Rheinland-Pfalz und darüber hinaus. Zum Repertoire der Landesbühne gehören Schauspiele für Erwachsene, Schauspiel-Aufführungen für Kinder und Jugendliche sowie vereinzelte Musiktheaterprojekte (Revue, Musical).

## Geschichte
Das Schlosstheater befindet sich in einem 1799 erbauten Nebengebäude des Schlosses Neuwied. 1840 wurde das Gebäude zu einem Privattheater und 1860 zum öffentlichen Residenztheater umgestaltet, in dem Opern, Operetten und Schauspiele aufgeführt wurden.
Ein Vorläufer der heutigen Landesbühne war das 1938 in Koblenz gegründete Westmark-Landestheater, das 1940 Landestheater Moselland umbenannt wurde. 1948 zog diese Landesbühne nach Neuwied und nahm den Namen Landesbühne Rheinland-Pfalz an.
In den Jahren 1977/78 wurde das Schlosstheater Neuwied nach Plänen von Hansjoachim Neckenig umfassend umgebaut und bietet seither 273 Sitzplätze. Als Eröffnungsvorstellung nach dem Umbau wurde am 25. Februar 1978 Lessings Minna von Barnhelm gegeben.
Die künstlerische Leitung hatte von 1979 bis 2019 Walter Ullrich inne. Seit 2019 ist Lajos Wenzel Intendant der Landesbühne Rheinland-Pfalz.